# San Vicente Nuñú
San Vicente Nuñú là một đô thị thuộc bang Oaxaca, México. Năm 2005, dân số của đô thị này là 469 người.